# أنجيلكا
أنجيلكا (بالبرتغالية: Angélica Ksyvickis) هي مغنية وعارضة ومقدمة تلفزيونية وممثلة برازيلية، ولدت في 30 نوفمبر 1973 بسانت أندري في البرازيل.

## وصلات خارجية
- أنجيلكا على موقع IMDb (الإنجليزية)
- أنجيلكا على موقع ألو سيني (الفرنسية)
- أنجيلكا على موقع ميوزك برينز (الإنجليزية)
- أنجيلكا على موقع ديسكوغز (الإنجليزية)
- أنجيلكا على موقع قاعدة بيانات الفيلم (الإنجليزية)